# Nicolas-Alexis Ondernard
Nicolas-Alexis Ondernard (Rambervillers, 17 luglio 1756 – Namur, 25 marzo 1831) è stato un vescovo cattolico francese.

## Biografia
Era cappellano dell'arciduchessa Maria Cristina, governatrice dei Paesi Bassi austriaci a Bruxelles.
Tornò in patria e dopo la rivoluzione brabantina e si unì a Dominique-Georges-Frédéric Dufour de Pradt, inviato in missione diplomatica a Varsavia da Napoleone Bonaparte. Seguì Pradt dopo la sua nomina ad arcivescovo di Malines.
Fu eletto vescovo di Namur nel 1828.
Ottenne dal protestante Guglielmo I l'autorizzazione a riaprire i seminari minori delle diocesi belghe.
Dopo l'indipendenza belga invitò il clero diocesano a collaborare con le autorità civili.

## Genealogia episcopale e successione apostolica
La genealogia episcopale è:
- Vescovo Johannes Wolfgang von Bodman
- Vescovo Marquard Rudolf von Rodt
- Vescovo Alessandro Sigismondo di Palatinato-Neuburg
- Vescovo Johann Jakob von Mayr
- Vescovo Giuseppe Ignazio Filippo d'Assia-Darmstadt
- Arcivescovo Clemente Venceslao di Sassonia
- Arcivescovo Massimiliano d'Asburgo-Lorena
- Vescovo Kaspar Max Droste zu Vischering
- Vescovo Joseph Louis Aloise von Hommer
- Vescovo Nicolas-Alexis Ondernard

La successione apostolica è:
- Vescovo Jean-Joseph Delplancq (1829)
- Vescovo Cornelis Richard Anton van Bommel (1829)